# David O'Neal
Pour les articles homonymes, voir O'Neal.
David C. O’Neal, (né le 24 janvier 1937 à Belleville (Illinois) et mort le 10 juillet 2021) est le Lieutenant-gouverneur de l'État américain de l'Illinois de 1977 à 1981. Pendant six années il est également le Shérif du Comté de Saint Clair.

## Ses débuts
O’Neal est diplômé de la St. Louis College of Pharmacy et ancien étudiant ministériel et ancien membre de l'United States Marine Corps. Avant de commencer sa carrière politique, O’Neal exerçait comme pharmacien et homme d'affaires. Il fut aussi membre de l'executive and economic development committees of the National Conference of Lieutenant Governors and the governing boards of McKendree University in Lebanon, et de la Saint Louis College of Pharmacy. Il a reçu lIllinois Wisconsin States Association of Elks Humanitarian of the Year and East Saint Louis Model Cities Program Meritorious Services Award et fut désigné jeune républicain américain de l'année 1975 et jeune républicain de l'Illinois pour l'année 1971.
En 1977, il reçoit la récompense de pharmacien distinguée (Distinguished Pharmacist Award) de la part de l'association des pharmaciens de l'Illinois. Comme sportif, ses loisirs sont le tennis, le golf, le bowling ou encore le motocyclisme.

## Carrière politique

### Lieutenant Gouverneur
Le Gouverneur de Lieutenant O'Neal a consacré beaucoup d'effort en supervisant le Forum Senior Legislative, un groupe législatif qu'il a créé pour aider des personnes du troisième âge partout dans Illinois. Il a aussi travaillé de près avec les deux Senior Action Centers de l'État, qui fournit l'assistance à des personnes âgées et handicapées.
Parmi ses autres responsabilités, il dirige la Governor's Special Commission on State-Mandated Programs, le Technical Advisory Committee on Aging, l' Illinois Energy Contingency Council's Subcommittee, le Governor's Jail and Detention Standards Review Committee et le Committee to investigate administrative and correctional officer conditions at adult correctional centers.

### Candidature au Sénat des États-Unis
En 1980, O’Neal remporte l'investiture républicaine pour le Sénat des États-Unis avec 41,53 % des voix, contre 34,44 % à l'Attorney General William J. Scott et 24,02 % au maire de Peoria Richard E. Carver. Son adversaire démocrate est le Secrétaire d'État de l'Illinois Alan Dixon. Le 4 novembre 1980, O’Neal est assez nettement battu par le démocrate Dixon (56,0 % contre 42,5 %). Le 31 juillet 1981, O’Neal démissionne de son poste de Lieutenant-Gouverneur.